# マッド・ガンズ
『マッド・ガンズ』（原題: Young Ones、英題: Bad Land: Road to Fury）は、2014年にアメリカ合衆国で製作されたSFドラマ映画。ジェイク・パルトローが監督・脚本・製作を務めた。出演はニコラス・ホルト、エル・ファニング、マイケル・シャノン、コディ・スミット＝マクフィー。2014年度のサンダンス映画祭にてワールドプレミアが開催された。

## ストーリー
異常気象により水不足が深刻化した近未来。水を奪い合う混乱の中、辛うじて生き残った大多数の人々は都市部へと移り住んでいた。しかし、水源の発掘作業員達に政府の配給物資を運ぶことで生計を立てているアーネストは、二人の子供達と共に荒野の一軒家に暮らし、そこで再び地上を緑が覆う日を夢見ていた。アーネストの二人の子供達はどちらも多感な時期であり、大人しく心優しい弟のジェロームは父を慕っているが、姉のメアリーは素行が怪しい隣人の青年フレムとの交際に夢中になり父には反抗的な態度を示していた。
そんなある日、アーネストが仕事に使っていたロバの足が骨折してしまう。彼はロバの代わりをさせるために、仕方なく大金を支払って四足歩行のロボットを購入する。ところが、しばらくしてそのロボットが配給物資を持って納屋から姿を消してしまう。物資を盗んだ容疑をかけられたアーネストは、疑いを晴らすためロボットを追って岩山を登っていくが、そこで彼は物資を盗んだ真犯人であるフレムによって殺害されてしまうのだった。
ロボットに引きずられた無残な遺体となって発見されたアーネスト。彼の死を悲しむ子供達の前に、何食わぬ顔をしたフレムが現れる。彼は真相を知らない二人を優しい言葉と態度で慰め、ついにメアリーと結婚し子供まで授かってしまう。だが、ひょんなことから父の死の真相を知ったジェロームは復讐心に燃え、フレムとの決着をつける覚悟を決めるのだった。

## キャスト
※括弧内は日本語吹替
- アーネスト・ホルム - マイケル・シャノン（咲野俊介）
- フレム・レバー - ニコラス・ホルト（小松史法）
- メアリー・ホルム - エル・ファニング（清水理沙）
- ジェローム・ホルム - コディ・スミット＝マクフィー（畠中祐）